# Провулок Бєлякова (Мелітополь)
Провулок Бєлякова — провулок у Мелітополі, в історичному районі Піщане. Починається від вулиці Михайла Оратовського, закінчується перехрестям з вулицею Бадигіна на границі міста. Складається з приватного сектора.

## Назва
Провулок названий на честь Героя Радянського Союзу, льотчика Олександра Бєлякова (1897—1982), штурмана екіпажу, який вчинив у складі екіпажу Валерія Чкалова безпосадочні перельоти з Москви на Далекий Схід (1936) і через Північний полюс у США (1937).

## Історія
До 1965 року позначався як другий проїзд від проспекта Богдана Хмельницького (між вулицями Калініна та Бадигіна).
21 жовтня 1965 року був названий провулком Бєлякова.